# Негулевский, Игорь Петрович
Игорь Петрович Негулевский (укр. Ігор Петрович Негулевський; род. 6 декабря 1983, Вознесенск, Николаевская область) — украинский предприниматель, директор промышленного предприятия.
Народный депутат Украины IX созыва.

## Биография
Он окончил частное высшее учебное заведение «Европейский университет» (специальность «Финансы»).
Негулевский является руководителем производственного предприятия.

## Политическая деятельность
Кандидат в народные депутаты от партии «Слуга народа» на парламентских выборах 2019 года (избирательный округ № 130, Баштанский, Березнеговатский, Казанковский, Новобугский, Новоодесский, Снигирёвский районы). На время выборов: директор ООО «София-Гранит», беспартийный. Проживает в городе Вознесенск Николаевской области.
Член Комитета Верховной Рады по вопросам транспорта и инфраструктуры, председатель подкомитета по вопросам автомобильного транспорта.
Руководитель группы по межпарламентским связям с Австрийской Республикой.
3 июня 2022 года, во время вторжения России в Украину, провёл самопиар-акцию, во время которой выдал координаты современного мобильного госпиталя в г. Баштанка. 6 июня по указанным в этой акции координатам российскими войсками вторжения был нанесён удар тремя крылатыми ракетами. Госпиталь уничтожен, двое человек погибли, трое ранены.